# 프랑크푸르터 알게마이네 차이퉁

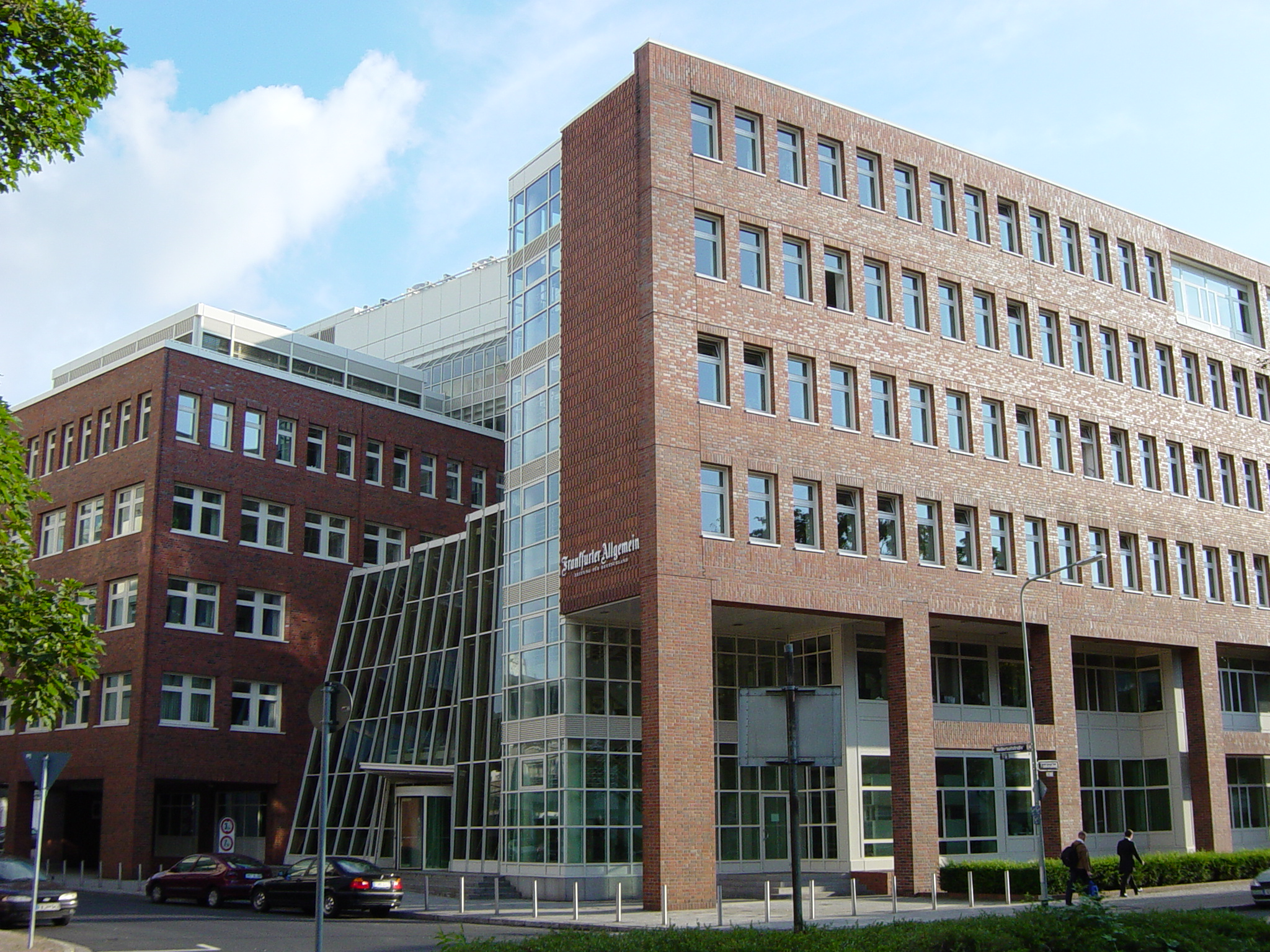
FAZ 건물

프랑크푸르터 알게마이네 차이퉁(Frankfurter Allgemeine Zeitung, FAZ)은 독일 프랑크푸르트암마인에서 발행되는 일간신문으로, 독일에서 가장 영향력 있는 권위지 가운데 하나이다. 1949년에 설립되었다. 진실 보도와 객관주의를 추구하며, 반대 의견에 대한 공정 보도를 목표로 하고 있다. 국내외 뉴스의 폭넓은 보도와 권위 있는 해설로 좋은 평을 얻고 있다. 정치적으로는 보수적인 신문사이다.